# Усть-Кан (Республіка Алтай)
Усть-Кан (рос. Усть-Кан) — село Усть-Канського району, Республіка Алтай Росії. Входить до складу Усть-Канського сільського поселення.
Населення — 4391 особа (2015 рік).
Село засноване 1876 року.